# Aziatische kampioenschappen wielrennen 2024 – Wegwedstrijd vrouwen elite
De wegwedstrijd voor vrouwen elite op de Aziatische kampioenschappen wielrennen 2024 werd gehouden op 11 juni. De 85 deelneemsters moesten een parcours van 112,6 kilometer in en rond Almaty afleggen. De Zuid-Koreaanse Song Min-ji] won, voor de Vietnamese Nguyễn Thị Thật en Tang Xin uit China.

## Uitslag
| Plaats | Naam                    | Tijd     |
| ------ | ----------------------- | -------- |
| Goud   | Song Min-ji             | 2u56'51" |
| Zilver | Nguyễn Thị Thật         | z.t.     |
| Brons  | Tang Xin                | z.t.     |
| 4      | Zeng Luyao              | z.t.     |
| 5      | Magh Firotika Marendra  | z.t.     |
| 6      | Akpeiil Ossim           | z.t.     |
| 7      | Dewika Mulya Sova       | z.t.     |
| 8      | Lee Sze Wing            | z.t.     |
| 9      | Anzjela Solovjeva       | z.t.     |
| 10     | Jelizaveta Skljarova    | z.t.     |
| 11     | Lee Eun-hee             | z.t.     |
| 12     | Safia Al Sayegh         | z.t.     |
| 13     | Olga Zabelinskaja       | z.t.     |
| 14     | Yanina Kuskova          | z.t.     |
| 15     | Kamonrada Khaoplot      | z.t.     |
| 16     | Jutatip Maneephan       | z.t.     |
| 17     | Wen Yuandan             | z.t.     |
| 18     | Leung Wing Yee          | z.t.     |
| 19     | Machabbat Oemoetzjanova | z.t.     |
| 20     | Bota Batyrbekova        | z.t.     |